# Sasha Behar
Sasha Behar, född 25 september 1971 i London, är en brittisk skådespelare.
Behar har bland annat medverkat i TV-serierna Foundation, Saknad, aldrig glömd och Coronation Street.

## Filmografi (i urval)
- 2002–2010 – Holby City (TV-serie)
- 2003–2004 – Coronation Street (TV-serie)
- 2017 – Modus (TV-serie)
- 2018 – Saknad, aldrig glömd (TV-serie)
- 2021 – Foundation (TV-serie)
- 2025 – Bergerac (TV-serie)